# Bhutan op de Olympische Zomerspelen 1992
Bhutan nam deel aan de Olympische Zomerspelen 1992 in Barcelona, Spanje. Het was de derde deelname van het land aan de spelen. Net zoals hun vorige deelnames werden er geen medailles gewonnen.

## Deelnemers en resultaten
(m) = mannen, (v) = vrouwen 

### Boogschieten
| Olympiër                                   | Discipline      | Resultaat | Prestatie                            |
| ------------------------------------------ | --------------- | --------- | ------------------------------------ |
| Jubzang Jubzang                            | individueel (m) | 63e       | plaatsingsronde: 63e met 1221 punten |
| Karma Tenzin                               | individueel (m) | 71e       | plaatsingsronde: 71e met 1162 punten |
| Pema Tshering                              | individueel (m) | 75e       | plaatsingsronde: 75e met 1069 punten |
| Jubzang Jubzang Karma Tenzin Pema Tshering | team (m)        | 20e       | plaatsingsronde: 20e met 3452 punten |
|                                            |                 |           |                                      |
| Namgyal Lhamu                              | individueel (v) | 61e       | plaatsingsronde: 61e met 1047 punten |
| Pem Tshering                               | individueel (v) | 60e       | plaatsingsronde: 60e met 1129 punten |
| Karma Tshomo                               | individueel (v) | 58e       | plaatsingsronde: 58e met 1160 punten |
| Namgyal Lhamu Pem Tshering Karma Tshomo    | team (v)        | 17e       | plaatsingsronde: 17e met 3336 punten |